# 헬프 (2011년 영화)
《헬프》(영어: The Help)는 테이트 테일러가 각본과 연출을 맡은 2011년 시대극 영화로, 캐서린 스토킷의 2009년 동명 소설을 원작으로 한다. 엠마 스톤, 비올라 데이비스, 브라이스 댈러스 하워드, 옥타비아 스펜서, 제시카 채스테인, 앨리슨 재니, 시실리 타이슨, 시시 스페이식 등이 출연하는 앙상블 캐스트를 특징으로 한다. 영화와 소설은 젊은 백인 여성이자 언론인 지망생인 유지니아 "스키터" 펠런의 이야기를 다룬다. 이야기는 1963년 미시시피주 잭슨에서 흑인 민권 운동이 한창이던 시기, 스키터와 두 흑인 가정부 에이빌린 클라크, 미니 잭슨과의 관계에 초점을 맞춘다. 스키터는 정통 언론인이자 작가가 되기 위해 가정부들의 관점에서 책을 쓰기로 결심하고, 백인 가정에서 일하면서 그들이 겪는 인종차별을 폭로한다. 1960년대 미국의 흑인 가사 노동자들은 "더 헬프"(the help)로 불렸으며, 이것이 이 탐사 보도성 책과 소설, 영화의 제목이 되었다. 《헬프》는 아프리카계 미국인들이 직면했던 도전과 차별을 조명한다.
드림웍스 픽처스는 2010년 3월 스토킷의 소설 영화화 권리를 획득했으며, 크리스 콜럼버스, 마이클 바너선, 브런슨 그린을 제작자로 영입하여 신속하게 영화 제작에 착수했다. 영화 캐스팅은 그달 말에 시작되었고, 4개월 후 미시시피에서 주요 촬영이 진행되었다. 이 영화는 미국, 인도, 아랍에미리트 기반 제작사들의 국제 공동 제작으로 만들어졌다.
《헬프》는 2011년 7월 30일 미시시피주 잭슨 교외 매디슨에서 첫 시사회를 가졌고, 8월 9일 베벌리힐스에서도 시사회를 열었으며, 8월 10일 월트 디즈니 스튜디오스 모션 픽처스가 터치스톤 픽처스 레이블을 통해 북미 지역에 일반 개봉했다. 이 영화는 비평적, 상업적으로 성공을 거두어 전 세계적으로 2억 2,100만 달러의 흥행 수입을 올렸으며 평단의 호평을 받았다. 《헬프》는 작품상, 데이비스의 여우주연상, 채스테인과 스펜서의 여우조연상(스펜서 수상)을 포함해 아카데미상 4개 부문 후보에 올랐다. 또한 스크린 배우 조합상 앙상블상을 수상했다.

## 줄거리
1963년, 에이빌린 클라크는 미시시피주 잭슨에서 사교계 인사 엘리자베스 리폴트의 집에서 일하는 아프리카계 미국인 가정부이다. 에이빌린은 정서적으로 방치된 엘리자베스의 두 살배기 딸 메이 모블리를 돌보고 있다. 에이빌린의 가장 친한 친구인 미니 잭슨은 월터스 부인과 그의 교활한 딸이자 사교계를 주도하는 힐러리 '힐리' 홀브룩을 위해 일한다.
엘리자베스와 힐리의 공통 친구인 유지니아 '스키터' 펠런은 미혼의 작가 지망생으로, 최근 올 미스를 졸업했지만 뉴욕의 하퍼 앤 로우 출판사의 편집자 일레인 스타인에게 거절당했다. 가사 칼럼을 쓰는 지역 일자리를 얻은 그는 도시의 체계적인 인종차별과 가정부들이 받는 모욕적인 대우를 목격한다.
힐리는 가정부들이 '백인용 화장실'을 사용하지 못하도록 별도의 화장실을 설치할 것을 주장하며, 해당 발의안을 건축법에 명시하고자 한다. 스키터의 어머니 샬럿은 가족의 가정부였던 콘스탄틴이 그만두었다고 말하지만, 스키터는 믿지 않는다. 그는 가정부들의 경험을 폭로하기 위해 그들과의 인터뷰를 책으로 쓰기로 결심한다. 미니는 위험한 토네이도가 왔을 때 실내 화장실을 무단으로 사용한 것 때문에 곧 힐리에게 해고당한다. 힐리는 미니가 물건을 훔쳤다는 거짓말을 퍼뜨려 악의적으로 그가 일자리를 구할 수 없게 만들고, 이로 인해 미니의 10대 딸은 학교를 그만두고 일을 해야만 한다.
사교계에서 외면당한 임신한 주부 셀리아 레이 푸트는 매디슨에 있는 큰 저택의 가정부를 구하고 있는데, 요리를 전혀 못한다. 그는 힐리의 전 연인이었던 남편 조니에게 알리지 않은 채 감사하게도 미니를 고용한다. 셀리아는 유산을 겪은 후, 자신이 속도위반 결혼을 했다가 유산한 적도 있다고 밝힌다. 그들은 조니 때문에 힐리가 셀리아를 시기하는 것에 대해 이야기를 나눈다. 셀리아는 미니의 남편이 그에게 입힌 멍든 눈을 치료해준다.
에이빌린과 미니는 감동적인 설교를 듣고 난 후 스키터의 인터뷰에 응한다. 일레인 스타인은 스키터에게 책을 위해서는 더 많은 가정부들의 이야기가 필요하다고 말하지만, 보복에 대한 두려움 때문에 다른 이들은 나서지 않는다. 에이빌린은 스키터에게 자신의 외아들이 일터에서 사고를 당했을 때 감독관의 태만으로 인해 비극적으로 사망한 이야기를 들려준다. 스키터는 힐리를 위해 주니어 리그 소식지에 "분리되었지만 평등한" 화장실에 대한 글을 천천히 쓰다가, 대신 당혹스러운 오식을 제출한다. 힐리는 새로운 가정부인 율 메이 데이비스가 쌍둥이 자녀들을 투갈루 대학에 보내기 위해 필요한 75달러를 선불로 달라고 했을 때 거절한다. 율 메이는 소파 밑에서 발견한 분실된 반지를 전당포에 맡기고, 힐리의 신고로 인해 폭력적으로 체포된다. 이 사건과 메드거 에버스의 암살로 인해 더 많은 가정부들이 자신들의 이야기를 공유하게 된다.
스키터와 에이빌린, 미니가 가정부들의 신원 보호를 걱정하자, 미니는 일종의 보험으로 "끔찍한 일"을 밝힌다. 해고된 후, 미니는 힐리에게 자신의 유명한 초콜릿 파이를 가져다주었지만 - 힐리가 두 조각을 다 먹은 후에 - 그 안에 자신의 배설물을 넣어 구웠다고 밝힌다. 힐리는 이 일을 비웃은 어머니를 양로원으로 보낸다.
스키터는 샬럿에게 콘스탄틴이 떠난 것에 대해 추궁한다. 샬럿은 자신의 집에서 열린 미국의 딸들 모임 오찬 중에, 예상보다 일찍 도착한 콘스탄틴의 딸 레이첼이 부엌을 통해 들어가기를 거부하자 콘스탄틴을 해고했다고 고백한다. 이후 레이첼은 상심한 어머니를 시카고로 데려갔고, 그곳에서 콘스탄틴은 결국 사망했다. 이 사실을 알게 된 스키터는 눈물을 터뜨리며 밖으로 뛰쳐나간다.
《더 헬프》는 익명으로 출간되어 잭슨의 흑인과 백인 사회에서 널리 읽힌다. 스키터는 수익금을 가정부들과 나누어 각자 몇 주치 급여에 해당하는 금액을 받게 되며, "더 받을 금액이 있다"고 한다. 스키터의 남자친구 스튜어트는 그가 이 책을 썼다는 것을 깨닫고 그와 헤어진다.
미니는 셀리아에게 "두 조각 힐리"라고 부르며 은근슬쩍 "끔찍한 일"을 알린다. 공황에 빠진 힐리는 스키터를 명예훼손으로 고소하겠다고 위협하지만, 파이 이야기를 공개적으로 인정해야 한다는 것을 깨닫고 물러선다. 샬럿이 개입하여 힐리에게 떠나라고 명령하고, 모녀는 화해한다. 조니는 미니에게 자신이 그가 집에서 일하고 있다는 것을 알고 있었다고 말하며, 영구적인 고용 보장을 약속하여 미니와 자녀들이 학대하는 남편을 떠날 수 있게 된다. 에이빌린의 교회 공동체는 출판에 기여한 그의 리더십을 기려 그를 칭송한다. 미니와 에이빌린은 스키터가 뉴욕의 일자리 제안을 받아들이도록 설득한다.
보복으로, 힐리는 에이빌린이 은식기를 훔쳤다고 주장하며 엘리자베스가 그를 해고하도록 압박한다. 에이빌린이 자신을 변호하자 힐리는 울면서 나가버리고, 엘리자베스는 그를 해고한다. 에이빌린이 울고 있는 메이와 작별 인사를 나누면서, 엘리자베스에게 딸을 사랑해달라고 간청하자 엘리자베스도 울음을 터뜨린다. 떠나면서 에이빌린은 가사도우미 일을 그만두고 작가가 되기로 결심한다.

## 캐스팅
- 비올라 데이비스 - 에이빌린 역
- 에마 스톤 - 유지니아 스키터 역
- 옥타비아 스펜서 - 미니 잭슨 역
- 브라이스 댈러스 하워드 - 힐리 홀브룩 역
- 제시카 채스테인 - 셀리아 푸트 역
- 마이크 보겔 - 조니 역
- 시시 스파이섹 - 월터스 부인 역
- 아나 오라일리 - 엘리자베스 역
- 앨리슨 제니 - 샬롯 펠런 역

## 원작 소설
원작 소설의 작가인 캐서린 스토켓은 1969년 미국 미시시피주 잭슨에서 태어나 그곳에서 자랐다. 앨라배마 대학교에서 영문학과 문예창작학을 전공하고, 이후 뉴욕에서 9년 동안 잡지 출판과 마케팅 관련 일을 했다. 캐스린 스토킷은 미시시피에 대한 향수와 어린 시절의 경험에서 영감을 얻어 첫 소설 『헬프』를 쓴다. 이 작품은 5년 동안 60여 번의 거절을 당하는 우여곡절 끝에 2009년 출간되어 아마존ㆍ뉴욕 타임스 베스트셀러 1위에 올랐으며, 발표된 이래 아마존에서 116주간, 뉴욕 타임스에서 109주간 연속 베스트셀러에 오르며 300만 부 이상 판매되는 큰 성공을 거둔다. 전 세계 40여 개국에서 번역ㆍ출간될 예정이며, 이미 출간된 영국, 프랑스, 중화민국, 스페인, 노르웨이, 네덜란드 등에서는 베스트셀러에 올랐다.

## 수상 및 후보
- 84회 미국 아카데미 시상식(2012)
  - 수상 : 여우조연상(옥타비아 스펜서)
  - 후보 : 최우수 작품상, 여우주연상(바이올라 데이비스), 여우조연상(제시카 차스테인)

- 22회 유바리 국제판타스틱영화제(2012)
  - 초청 : 오피셜 부문(테이트 테일러)

- 64회 미국 작가 조합상(2012)
  - 후보 : 각색상(테이트 테일러)

- 미국 프로듀서 조합상(2012)
  - 수상 : 연극 영화부문 최우수 프로듀서상(크리스 콜럼버스, 브런슨 그린, 마이클 바나던)

- 65회 영국 아카데미 시상식(2012)
  - 수상 : 여우조연상(옥타비아 스펜서)
  - 후보 : 최우수 작품상, 여우조연상(제시카 차스테인), 각색상(테이트 테일러), 여우주연상(바이올라 데이비스)

- 18회 미국 배우 조합상(SAG, 2012)
  - 수상 : 최우수 캐스팅상-영화부문, 여우주연상-영화부문(바이올라 데이비스), 여우조연상-영화부문(옥타비아 스펜서)
  - 후보 : 여우조연상-영화부분(제시카 차스테인)

- 32회 런던 영화 비평가 협회상(2012)
  - 후보 : 여우조연상(제시카 차스테인), 여우조연상(옥타비아 스펜서)

- 69회 골든글로브 시상식(2012)
  - 수상 : 여우조연상(옥타비아 스펜서)
  - 후보 : 최우수 주제가상("Living Proof, The"), 여우조연상(제시카 차스테인), 최우수 작품상 - 드라마, 여우주연상 - 드라마(바이올라 데이비스)

- 블랙 엔터테인먼트 텔레비전 어워드(2012)
  - 수상 : 올해의 영화상, 올해의 여자배우상(바이올라 데이비스)

- BMI 영화 & 텔레비전 어워드(2012)
  - 수상 : 영화 음악상

- 헐리우드 필름 어워드(2012)
  - 수상 : 올해의 앙상블상, 올해의 신인상(제시카 차스테인)

- 팜스 스프링스 국제 영화제(2012)
  - 수상 : 신인 연기상(옥타비아 스펜서)

- MTV 무비 어워드(2012)
  - 후보 : 최고의 영화상, 최고의 캐스팅상, 최고의 속이 뒤틀어지는 최악상, 최고의 불결한 놈상

- 틴 초이스 어워드(2012)
  - 수상 : 초이스 무비-드라마 여자배우상(엠마 스톤)
  - 후보 : 초이스 무비-드라마 여자배우상(바이올라 데이비스) 초이스 무비-드라마상

- 피플 초이스 어워드(2012)
  - 수상 : 좋아하는 여자배우상(엠마 스톤)
  - 후보 : 좋아하는 영화상, 좋아하는 드라마 영화상, 좋아하는 책 각색상

- 크리틱스 초이스 영화상(미국 방송영화 비평가협회, 2012)
  - 수상 : 최우수 앙상블상, 여우주연상(바이올라 데이비스), 여우조연상(옥타비아 스펜서)
  - 후보 : 최우수 작품상, 여우조연상(제시카 차스테인), 의상상, 각본상(테이트 테일러), 주제가상

- 새틀라이트상(국제비평가협회, 2011)
  - 수상 : 최우수 앙상블상, 영화부문 여우주연상(바이올라 데이비스)
  - 후보 : 최우수 작품상, 여우조연상(옥타비아 스펜서), 각색상

- 10회 워싱턴 영화 비평가 협회상(2011)
  - 수상 : 여우조연상(옥타비아 스펜서)

- 로스 앤젤레스 영화 비평가 협회상(2011)
  - 수상 : 여우조연상(제시카 차스테인)

- 인디아나 영화 비평가 협회상(2011)
  - 수상 : 여우조연상(바이올라 데이비스)

- 라스베가스 영화 비평가 협회상(2011)
  - 후보 : 여우조연상(옥타비아 스펜서), 주제가상, 의상상

- 샌 디에고 영화 비평가 협회상(2011)
  - 후보 : 최우수 앙상블상, 여우주연상(바이올라 데이비스), 여우조연상(제시카 차스테인)

- 사우스이스턴 영화 비평가 협회상(2011)
  - 수상 : TOP 10 영화선정, 최우수 앙상블상, 겐 와이어트상

- St. 루이스 게이트웨이 영화 비평가 협회상(2011)
  - 후보 : 각색상, 여우주연상(바이올라 데이비스), 여우조연상(옥타비아 스펜서)

- 워싱턴 D.C. 아레아 영화 비평가 협회상(2011)
  - 수상 : 최우수 캐스팅상, 각색상, 여우주연상(바이올라 데이비스)
  - 후보 : 여우조연상(옥타비아 스펜서)

- 밴쿠버 영화 비평가 협회상(2011)
  - 수상 : 여우조연상(제시카 차스테인)

- 뉴욕 영화 비평가 협회상(2011)
  - 후보 : 여우조연상(제시카 차스테인)

- 시카고 영화 비평가 협회상(2011)
  - 후보 : 여우조연상(옥타비아 스펜서), 신인 감독상(테이트 테일러)

- 달라스 포스워스 영화 비평가 협회상(2011)
  - 후보 : 여우조연상(옥타비아 스펜서)

- 디트로이트 영화 비평가 협회상(2011)
  - 수상 : 주목할만한 연기상(제시카 차스테인)
  - 후보 : 최우수 앙상블상, 여우주연상(바이올라 데이비스), 여우조연상(옥타비아 스펜서)

- 피닉스 영화 비평가 협회상(2011)
  - 수상 : 최우수 각색상
  - 후보 : 최우수 작품상, 여우주연상(바이올라 데이비스), 여우조연상(제시카 차스테인, 옥타비아 스펜서), 최우수 주제가상, 신인 감독상(테이트 테일러)

- 휴스턴 영화 비평가 협회상(2011)
  - 후보 : 최우수 작품상, 여우주연상(바이올라 데이비스), 여우조연상(옥타비아 스펜서), 주제가상

- 여성 영화 비평가 협회상(2011)
  - 수상 : 최우수 여성영화상, 최우수 앙상블상, 조셉핀 베이커상, 여우주연상(바이올라 데이비스)
  - 후보 : 여우조연상(제시카 차스테인)

- 83회 전미 영화 비평가 위원회상(2011)
  - 수상 : 최우수 앙상블 캐스트상

- 아프리카계 미국인 영화 비평가 협회상(2011)
  - 수상 : 여우주연상(바이올라 데이비스), 여우조연상(옥타비아 스펜서)
  - 후보 : 최우수 작품상

- 미국 영화협회(AFI, 2011)
  - 수상 : 올해의 영화상

- 블랙 영화 비평가협회상(2011)
  - 수상 : 최우수 작품상. 여우주연상( 바이올라 데이비스), 여우조연상(옥타비아 스펜서), 각본상(테이트 테일러), 최우수 앙상블상)